# Purano Jhangajholi
Purano Jhangajholi – gaun wikas samiti w środkowej części Nepalu  w strefie Dźanakpur w dystrykcie Sindhuli. Według nepalskiego spisu powszechnego z 2001 roku liczył on 874 gospodarstw domowych i 4681 mieszkańców (2478 kobiet i 2203 mężczyzn).